# نجاة خير الله
نجاة خير الله ممثلة مغربية شاركت في العديد من الأعمال المسرحية والتلفزيونية، والسينمائية، منها أعمال خارج المغرب كمسلسل «كريمة» وفيلم «الوعد» فقد حظيت بأدوارٍ رئيسة مثل مسلسل «بنت بلادي» سيتكوم «الكيتي» سلسلة «مينة» وأفلام تلفزيونية مثل «حفيد الحاج» و«أحلام مؤجلة»، الذي تُوجت به بجائزة أحسن تشخيص نسائي في «مهرجان مكناس للأعمال الدرامية» سنة 2015 كما شاركت في فيلم سينمائي بعنوان «نوح» من إنتاج وإخراج الفنان رشيد الوالي، وفيلم تلفزيوني «الشيفور» (السائق) للمخرج المغربي حسن غنجة، وفيلم «البحر من ورائكم» للمخرج المغربي هشام العسري.

## أعمالها

### أفلام
- 2005: المتاهة
- 2007: سميرة في الضيعة
- 2008: بوشعيب بوسعود، فليم الوعد
- 2009: الصالحة
- 2009: حجاب الحب
- 2014: البحر من ورائكم
- 2014: خيوط العنبكوت
- 2015: حفيد الحاج
- 2015: أحلام مؤجلة
- 2016: الشيفور
- 2017: إشاعة
- 2019: التوفري

### مسلسلات
- سيت كوم الخوتات - ضيفة شرف
- مسلسل كريمة
- مسلسل مينة
- مسلسل بنت بلادي
- سيت كوم الکيشي
- مسلسل مداولة
- مسلسل قطار الحياة - ضيفة شرف
- ولا عليك

## روابط خارجية
- نجاة خير الله على موقع IMDb (الإنجليزية)
- نجاة خير الله على موقع ألو سيني (الفرنسية)